# Nikon de la Montagne Noire
Pour les articles homonymes, voir Nikon (homonymie).
Nikon de la Montagne Noire (en grec médiéval : Νίκων του Μαύρου Όρους) est un moine et écrivain religieux byzantin né à Constantinople vers 1025 et mort en Syrie ou en Arménie à la fin du XIe ou plutôt au début du XIIe siècle.

## Biographie
Issu d'une famille aristocratique byzantine, il embrasse d'abord la carrière militaire et commande une armée sous le règne de l'empereur Constantin IX Monomaque. Appelé, dit-il, par une injonction de la Mère de Dieu, il entre dans le monastère que Luc, ancien métropolite d'Anazarbe, a fondé dans les Monts Amanus (la « Montagne Noire »), au nord d'Antioche, et qui comprend environ 150 moines. Choisi par Luc pour lui succéder, il entre en conflit avec la communauté en tentant de renforcer la discipline et est expulsé. 
Ordonné prêtre par Théodose III, patriarche orthodoxe d'Antioche de 1057 à 1059, il est chargé par lui de réformer les monastères du nord de la Syrie et de les soumettre à l'autorité épiscopale. Toutefois il refuse le titre d'archimandrite des monastères de la province d'Antioche que lui offre le patriarche. Pendant le long interrègne qui suit (1059-1089), sa mission est confirmée par les locum tenentes (proexarchontes) successifs du patriarcat.
Nikon tente de fonder son propre monastère, dont il rédige la règle (typikon), mais l'entreprise échoue et la communauté se disperse. Il rejoint alors le monastère Saint-Siméon-le-Jeune, sur la « Montagne Admirable » (près de la ville actuelle de Samandağ). Au moment de la conquête d'Antioche par le sultan seldjoukide Suleyman Ier (1084), il se réfugie plus au nord, dans la région d'Erzincan, où vivent à l'époque des Arméniens unis à l'Église byzantine appelés les Tzatoi (Dzaiths en arménien),. Il défend l'usage de l'Arménien dans la liturgie par ces moines face à ses collègues byzantins qui regardent cette action avec défiance. Il y intègre un monastère de la Mère de Dieu dit « τοῦ Ῥοιδίου » (c'est-à-dire « de la Grenade »). Ce nom a été longtemps lu par erreur « de Raithu », ce qui explique qu'on parle dans d'anciennes publications de « Nicon de Raithu » ou « Nicon du Sinaï », désignations qui sont toutefois erronées.
Nikon connaît le patriarche Jean l'Oxite (1089-1100), qu'il cite comme « le patriarche Jean », et il vit également jusqu'après la prise d'Antioche par les croisés en juin 1098. On ne sait s'il meurt au monastère Saint-Siméon-le-Jeune (selon Mgr Joseph Nasrallah) ou à celui du Roidion (selon A. Solignac).

## Œuvre
Trois ouvrages sont conservés de cet auteur :
- les Interprétations des commandements du Seigneur, également appelées Pandectes[7] : il s'agit d'un florilège de textes extraits des Saintes Écritures, de la littérature patristique et de traités de droit canon, le tout organisé en 63 chapitres, « œuvre de jeunesse » selon l'auteur lui-même, composée sous le règne de l'empereur Constantin X Doucas (1059-1067), inspirée des Pandectes d'Antiochos, moine du monastère Saint-Sabas de Jérusalem au VIIe siècle ; il existe une version abrégée par l'auteur lui-même ; traduction en arabe peut-être du vivant de l'auteur (titre arabe : Al-Ḥāwī, ouvrage très diffusé chez les chrétiens arabophones), en slavon au XIIIe  ou XIVe siècle[8], en éthiopien en 1582.
- le Taktikon, ouvrage en 40 chapitres : les deux premiers sont des typika de monastères (le premier sans doute de celui qu'il a tenté de fonder, le second du Roidion), le troisième est un extrait du dernier chapitre des Pandectes, les 37 autres sont constitués de la correspondance de Nicon avec des supérieurs de monastères de la province d'Antioche ; mention est faite de la restauration du monastère Saint-Siméon-le-Jeune (détruit par les Seldjoukides en 1085) après la conquête de la région par les croisés en 1098 ; traduction arabe antérieure à la prise d'Antioche par les Mamelouks en 1268 (et la destruction des monastères) ; traduction en slavon contemporaine de celle des Pandectes.
- le Petit Livre, composé en 1088, traité sur six sujets différents de discipline ecclésiastique, avec insistance sur la nécessaire soumission des monastères aux évêques.